# Canal NV
Canal NV était une chaîne de télévision locale suisse. Ses studios étaient installés à Yverdon-les-Bains, dans le canton de Vaud.

## Histoire de la chaîne
Canal NV a commencé ses premières émissions test en décembre 1996 pour émettre sa première émission au début 1997. La chaîne est une association qui vit le jour dans le but de créer et diffuser à Yverdon et dans le nord vaudois des émissions à caractère local et régional.
D'abord diffusée à Yverdon-les-Bains, la chaîne a progressivement élargi sa zone de diffusion pour couvrir le nord vaudois ainsi que la Broye.
En 2003, la chaîne intensifie sa programmation en passant d'un magazine bimensuel et d'informations par télétexte en information quotidienne.
Canal NV à cesser sa programmation en juillet 2009 pour se fondre dans la nouvelle entité télévisuelle Vaud TV, créée sur les bases de la nouvelle loi sur la radiotélédiffusion entrée en vigueur le 1er avril 2007.

## Organisation

### Dirigeants
- Marc-André Burkhard, Président
- Michel Brouard, Directeur

### Budget
Canal NV avait un budget d'environ 1 million de CHF, provenant de subventions de certaines communes, de la publicité. 25 % du budget était tiré de la redevance.

## Diffusion
- Canal NV diffusait ses émissions dans le Nord Vaudois ainsi que dans la région de la Broye, et les principales villes d'Yverdon-les-Bains, Payerne et Vallorbe.

## Émissions
- Archimob : documentaires
- Au Fil de l'Orbe : documentaires
- ChienChat etc. : émission animalière
- Confidences : talk-show et portrait d'une personnalité
- Cuisine : émission culinaire
- Delta Vision : documentaires
- DVD Box : émission cinéma et DVD
- Eco.Décode : magazine économique
- L'info : informations journalières
- Injection Magazine
- J'irai revoir ma Romandie : émission de reportage sur les monuments ou curiosités de la Suisse romande
- Jonctions Magazine : magazine religieux de l'Église Évangélique Réformée vaudoise
- L'Ecoloc : rubrique écologique
- La Limousine : talk-show people
- Le Magazine
- Questions de santé
- Séances parlementaires du Grand Conseil vaudois
- Séances parlementaires du Conseil communal d'Yverdon
- Zoom sur les métiers

## Audience
Le bassin des téléspectateurs recouvre environ 75 000 personnes. Sur ce total, d'après un communiqué de presse de décembre 2006, la chaîne revendique 50 % de téléspectateurs réguliers et 30 % de téléspectateurs hebdomadaires.